# Liolaemus patriciaiturrae
Liolaemus patriciaiturrae är en ödleart som beskrevs av  Navarro 1993. Liolaemus patriciaiturrae ingår i släktet Liolaemus och familjen Tropiduridae. Inga underarter finns listade i Catalogue of Life.